# Matt Lanter
Matt Lanter (Massillon, Ohio; 1 de abril de 1983) es un actor y modelo estadounidense, conocido por interpretar a Brody Mitchum en la serie de CBS Heroes (2006), Liam Court en la serie de The CW 90210 (2009–13), Kyle Tyson en la película de terror Sorority Row (2009), Edward Sullen en la película Vampires Suck (2010), Jason Tanner en la película de suspenso The Roommate (2011), Wyatt Logan en la serie de CBS Timeless (2016) y por darle voz al personaje Anakin Skywalker en la serie de animación Star Wars: The Clone Wars (2008/20).

## Biografía
Lanter nació en Massillon, Ohio y se mudó a Atlanta, Condado de Fulton, en el Estado de Georgia, en 1991, a la edad de ocho años. Sus padres son Joseph Lanter y Jana Burson; su hermana, Kara Day. Apasionado de los deportes, el actor pasó la mayor parte de la niñez jugando al béisbol, fútbol y golf. Su amor por el baseball le llevó a conseguir el puesto de encargado de los bates en los Atlanta Braves. 
En el año 2001, se graduó en el Instituto Collins Hill, donde había practicado béisbol, fútbol, baloncesto, gimnasia y golf. Desgraciadamente para él, sus padres se divorciaron cuando estaba en el último curso.
Fue a una universidad pública, donde Matt se licenció en Empresariales del Deporte por la Universidad de Georgia, pero fue mientras estudiaba allí que decidió trasladarse a Los Ángeles y seguir su sueño de conseguir una carrera como actor y ser parte de la industria del espectáculo.
Su residencia está en Los Ángeles.

## Carrera
Se ganó la atención de los fanes por ser seleccionado como concursante en el reality de televisión de 2004 Manhunt. El show hacía que los concursantes compitieran entre ellos en una serie de pruebas como modelos. Aunque no ganó el concurso, Matt consiguió quedar en el top 10.
No pasó mucho tiempo hasta que los críticos comenzaron a fijarse en Matt. Empezó consiguiendo papeles episódicos en 8 simple rules, Big Love y Point Pleasant, así como algún que otro trabajo como modelo y en campañas de publicidad nacionales en EE. UU. Su primera gran oportunidad llegó cuando interpretó a Horace Calloway, el hijo de la presidenta en la corta serie política de la ABC, Señora Presidenta, en 2005. Sin embargo, la mayoría de la gente no sabe que, de hecho, Matt no estaba incluido en el episodio piloto original, fue elegido más tarde.
En verano de 2006, Matt tuvo la oportunidad de participar en la producción teatral Without walls, junto a Laurence Fishburne, en el Mark Taper Forum de Los Ángeles. Ese mismo año, también se ganó un papel en la serie Heroes. Interpretó a Brody Mitchum, junto al personaje de Hayden Panettiere, Claire Bennett. Ser parte del reparto de Héroes resultó ser una gran oportunidad para Matt, ya que con las grandes audiencias de la serie, mucha gente pudo conocerle. Afortunadamente para él, su papel en Héroes dio frutos. Consiguió papeles episódicos en grandes series como Shark, CSI Las Vegas, Anatomía de Grey y Monk.
El año 2008 fue uno de los más exitosos. Debutó en la gran pantalla prestando la voz a Anakin Skywalker en la película de animación Star Wars: The Clone Wars, una historia que transcurre entre Star Wars: Episodio II - El ataque de los clones y Star Wars: Episodio III - La venganza de los Sith. Repitió papel en la serie de televisión que siguió a la película, siendo un personaje permanente en ella.
Ese mismo año, Lanter también interpretó a su primer protagonista en el telefilm Pasión por el triunfo 3: Persiguiendo el sueño, junto a Francia Raisa, y consiguió el papel de Will, el novio de Vanessa Minnillo, en Disaster Movie. 
En 2009, interpretó a Liam Court, un personaje episódico de 90210: La nueva generación, cuya historia está relacionada con el personaje de AnnaLynne McCord, Naomi, Tras la temporada 1, sin embargo, pasará de episódico a personaje regular. 
Su última película fue Sorority Row 2009.

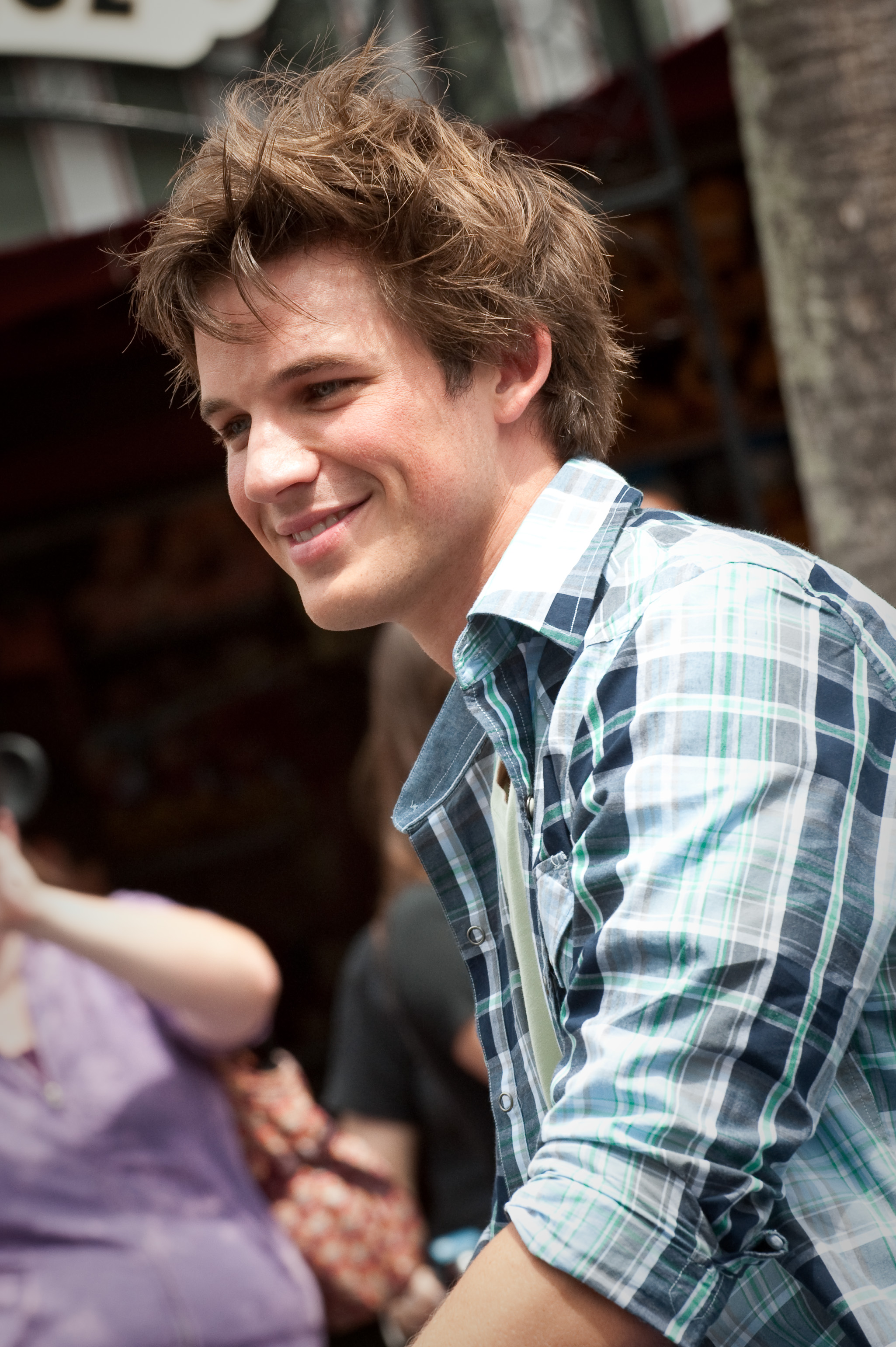
Matt Lanter en julio de 2010.

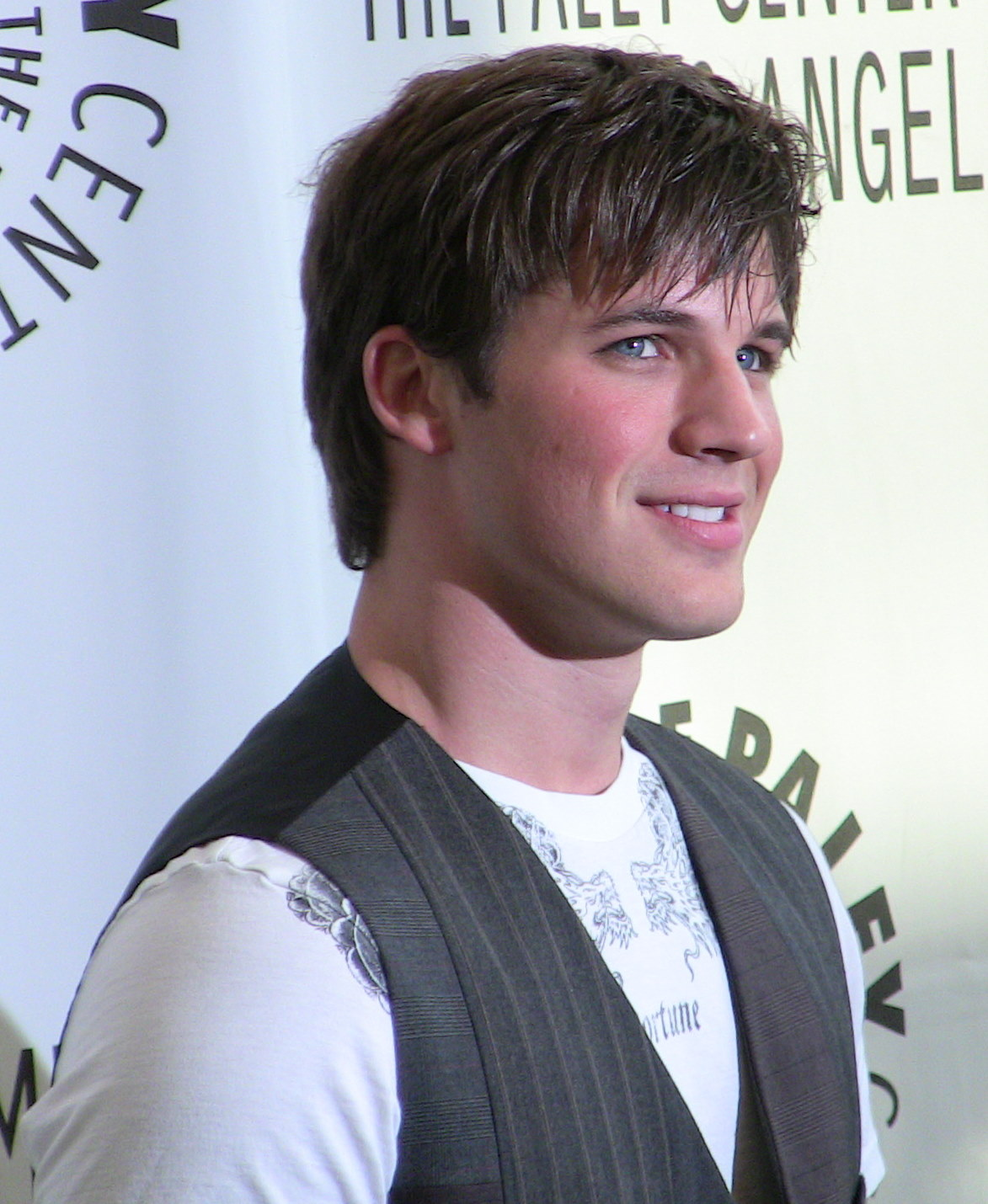
Matt Lanter en abril de 2009.

En 2010, Matt protagoniza la comedia titulada Vampires Suck, en la cual interpreta a un vampiro, una parodia de Edward Cullen.
Más allá de actuar, Matt ha participado en varios eventos de la Fundación para el SIDA infantil Elizabeth Glaser (uno de esos eventos fue participar en el equipo de dodgeball integrado por famosos para promocionar la película Dodgeball de Ben Stiller) y en el Triatón de Malibú, donde fue parte del equipo de Sra. Presidente.

## Filmografía
| Cine            | Cine                                                | Cine | Cine |
| Año             | Título                                              | Rol | Notas |
| --------------- | --------------------------------------------------- | --- | --- |
| 2004            | Bobby Jones: Stroke of Genius                       | Caddie de Bobby Jones | |
| 2008            | WarGames: The Dead Code                             | Will Farmer | Direct-to-DVD |
| 2008            | Star Wars: The Clone Wars                           | Anakin Skywalker (voz) | |
| 2008            | Disaster Movie                                      | Will Clayton | |
| 2009            | Sorority Row                                        | Kyle Tyson | |
| 2010            | Vampires Suck                                       | Edward Sullen | |
| 2011            | The Roommate                                        | Jason Tanner | |
| 2012            | Secret of the Wings                                 | Sled (voz) | Direct-to-DVD |
| 2013            | Liars All                                           | Mike | |
| 2015            | Justice League: Throne of Atlantis                  | Arthur Curry/Aquaman (voz) | Direct-to-video |
| 2015            | Star Wars: Episodio VII - El despertar de la Fuerza | Voces adicionales | |
| 2016            | USS Indianapolis: Men of Courage                    | Brian "Bama" Smithwick | |
| 2017            | Pitch Perfect 3                                     | Chicago | |
| Televisión      |                                                     | | |
| Año             | Título                                              | Rol | Notas |
| 2004            | Manhunt                                             | Él mismo | |
| 2005            | 8 Simple Rules                                      | Brendon | Episodio: "The After Party"                                                                                                 |
| 2005            | Point Pleasant                                      | Nick | Episodios: "Waking the Dead", "Hell Hath No Fury Like a Woman Choked" & "Missing"                                           |
| 2005–06         | Commander in Chief                                  | Horace Calloway | Elenco principal; 18 episodios                                                                                              |
| 2006            | Big Love                                            | Gibson | Episode: "Eviction" |
| 2006            | Heroes                                              | Brody Mitchum | 5 episodios |
| 2006            | Shark                                               | Eddie Linden | Episodios: "Russo", "In the Grasp" & "Dial M for Monica"                                                                    |
| 2007            | Judy's Got a Gun                                    | Isaac Prentice | |
| 2007            | CSI: Crime Scene Investigation                      | Ryan Lansco | Episode: "Fallen Idols" |
| 2007            | Monk                                                | Clay Bridges | Episodio: "Mr. Monk and the Birds and the Bees"                                                                             |
| 2007            | Grey's Anatomy                                      | Adam Singer | Episodio: "The Heart of the Matter"                                                                                         |
| 2008            | The Cutting Edge: Chasing the Dream                 | Zack Conroy | Película para televisión |
| 2008–2014, 2020 | Star Wars: The Clone Wars                           | Anakin Skywalker | Elenco principal (92 episodios)                                                                                             |
| 2008            | Life                                                | Patrick Bridger | Episodio: "Everything... All the Time"                                                                                      |
| 2008            | The Oaks                                            | Mike | |
| 2009–13         | 90210                                               | Liam Court | Recurrente (temp. 1); elenco principal (temp. 2–5) (98 episodios)                                                           |
| 2012–17         | Ultimate Spider-Man                                 | Harry Osborn/Patrioteer, Flash Thompson/Agent Venom, Venom (Harry Osborn [Seasons 1-2] y Flash Thompson [Seasons 3-4]), Klaw, Anti-Venom (voz) | Elenco principal (42 episodios)                                                                                             |
| 2012            | Scooby-Doo! Mystery Incorporated                    | Baylor Hotner (voz) | Episodios: "The House of the Nightmare Witch", "The Night the Clown Cried" & "The Night the Clown Cried II: Tears of Doom!" |
| 2012            | The High Fructose Adventures of Annoying Orange     | Matt the Pear | Episodio: "Generic Holiday Special"                                                                                         |
| 2014            | Star-Crossed                                        | Roman | Elenco principal 13 episodios                                                                                               |
| 2015            | The Astronaut Wives Club                            | Ed White | 3 episodios |
| CSI: Cyber      | Tristan Jenkins                                     | 1 episodio: "Corrupted Memory" 2x07 | |
| 2016–18         | Star Wars Rebels                                    | Anakin Skywalker | Episodios: "Shroud of Darkness", "Twilight of the Apprentice: Part II" & "A World Between Worlds"                           |
| 2016–presente   | Timeless                                            | Wyatt Logan | Elenco principal |
| 2017–18         | Star Wars Forces of Destiny                         | Anakin Skywalker (voz) | Episodios: "The Padawan Path", "Teach You, I Will", "Unexpected Company"                                                    |
| 2021            | Jupiter's Legacy                                    | George Hutchene / Skyfox | Elenco principal |